# برکنریج هیلز (میزوری)
برکنریج هیلز (به انگلیسی: Breckenridge Hills) یک شهر در ایالات متحده آمریکا است که در شهرستان سنت لوئیس، میزوری واقع شده‌است. برکنریج هیلز ۲٫۱۰ کیلومتر مربع مساحت و ۴٬۷۴۶ نفر جمعیت دارد و ۱۸۲ متر بالاتر از سطح دریا واقع شده‌است.